# Carlene Aguilar
Carlene Ang Aguilar (Luanda, 8 febbraio 1982) è una modella filippina, eletta nel 2005 Miss Mondo Filippine.
È stata la prima rappresentante delle Filippine a Miss Terra nel 2001. Nel 2004 è stata eletta Miss Chinatown Manila e terza classificata a Miss Chinese International.

## Biografia
Nel 2005, in occasione del concorso di bellezza nazionale Binibining Pilipinas è stata incoronata Binibining Pilipinas World. Ha inoltre ottenuto i titolo di Miss Philippine Airlines e Miss Avon. Grazie alla vittoria di tale titolo, nel 2005 è stata semifinalista, oltre che una delle preferite a Miss Mondo 2005, tenutosi a Sanya, in Cina.
Dopo l'esperienza nei concorsi di bellezza, Carlene Aguilar ha intrapreso la carriera di attrice, comparendo in numerose produzioni televisive a partire dal 2007, in particolar modo nella serie televisiva fantasy Mutya nel 2011. Ha inoltre partecipato come concorrente nel talent show U Can Dance, versione filippina di Dancing with the Stars, trasmesso da ABS-CBN.
Nel 2007 ha avuto un figlio con l'attore Dennis Trillo.